# Marie-Anne Libert

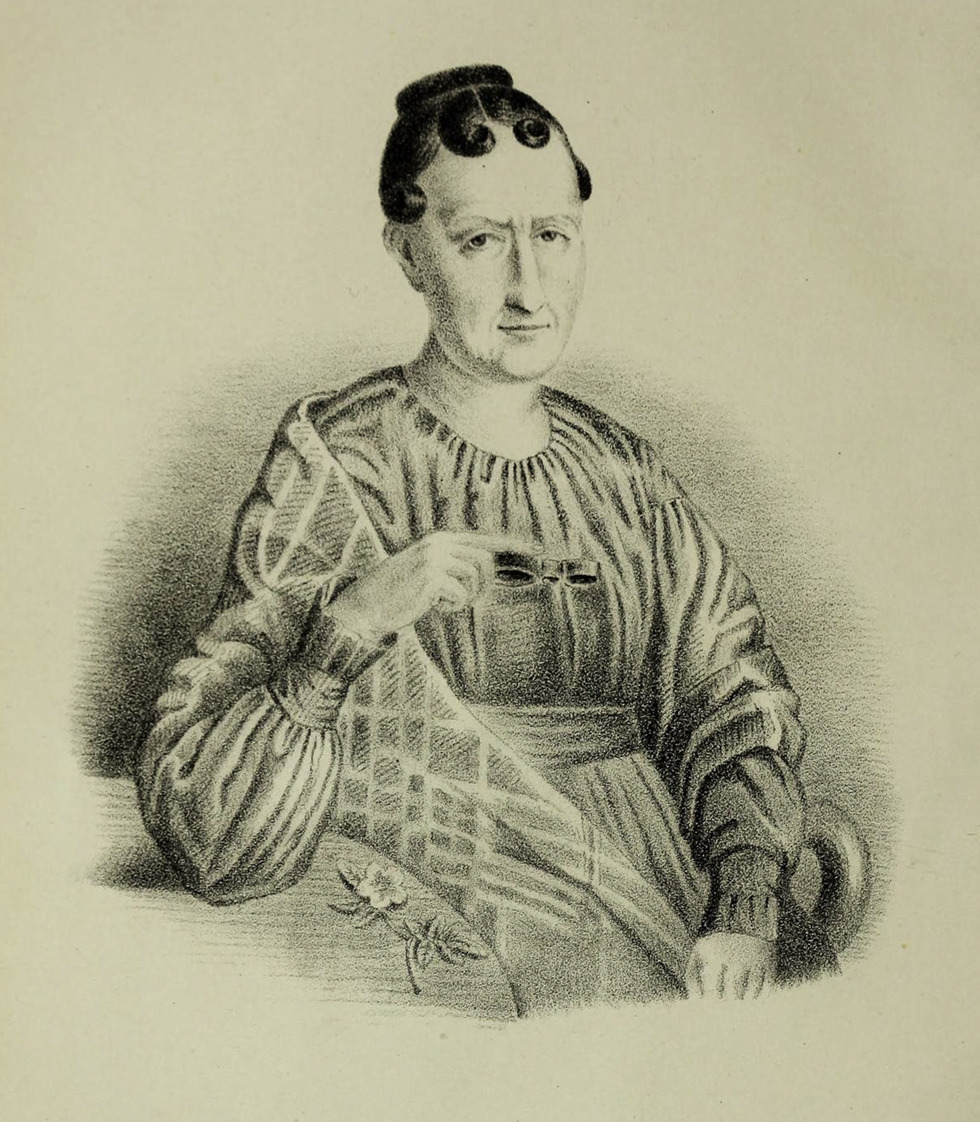
Marie-Anne Libert (1868)

Marie-Anne Libert (* 7. April 1782 in Malmedy; † 14. Januar 1865 ebenda) war eine deutsche Mykologin. Ihr offizielles botanisches Autorenkürzel lautet „Lib.“

## Leben
Marie-Anne Libert wurde als 11. von 12 Kindern einer wohlhabenden Gerberfamilie geboren. Ihre erste Ausbildung machte sie in der örtlichen Schule der Sepulchrinerinnen, mit 11 Jahren kam sie ins Benediktinerinnenkloster nach Prüm, um die deutsche Sprache, Mathematik und das Geigenspiel zu erlernen. Dank ihrer allgemeinen Begabung unterrichtete sie der Vater in Algebra und Geometrie, in der Hoffnung sie könne später den elterlichen Betrieb übernehmen. Im Selbststudium eignete sie sich die Lateinische Sprache an. Dank ihres großen Wissenshungers hatte sie vielseitige Interessen, so hatte es ihr allem die Natur ihr angetan, aber auch die Archäologie auf dem Gebiet der Reichsabtei Stablo-Malmedy. Sie studierte die Flora und Fauna ihrer Heimat, wozu auch das Hohe Venn gehört. Im Laufe der Zeit legte sie eine große Perlensammlung an, die den Fluss- und Teichmuscheln aus den verschiedenen Bachläufen ihrer Heimat entstammten, genauso stellte sie eine umfangreiche Münzsammlung zusammen. Neben ihren naturwissenschaftlichen Neigungen führte sie gemeinsam mit ihren Brüdern die ererbte Gerberei der Familie zu großer Blüte.

## Botanisches Wirken
Sie beschrieb als erste verschiedene pflanzenpathogene Schlauchpilze, darunter Alternaria cheiranthi (Lib.) P.C. Bolle (als Helminthosporium cheiranthi) und Fusarium coeruleum Lib. ex Sacc. 1839 wurde sie Ehrenmitglied im Botanischen Verein am Mittel- und Niederrhein. Zeitweise arbeitete sie mit dem Arzt und Biologen Alexandre Lejeune aus dem benachbarten Verviers, der den öffentlichen Auftrag hatte einen botanischen Katalog des Département Ourthe zu erstellen. Ihr umfangreiches Herbarium vermachte sie den  botanischen Gärten des belgischen Staates.

## Ehrungen
- Sie wurde 1862 als erstes weibliches Mitglied in die Société Royale des sciences Botaniques de Belgique aufgenommen.
- Die Stadt Malmedy benannte einen Park nach ihr, den Parc Marie-Anne Libert in dem eine Stele an sie erinnert, auch wurde in ihrer Heimatstadt eine Straße nach ihr benannt.
- Nach ihr ist die Schwertliliengattung Libertia Spreng. 1824 benannt.[4]